# Henderson (Minnesota)
Henderson é uma cidade localizada no estado americano de Minnesota, no Condado de Sibley.

## Demografia
Segundo o censo americano de 2000, a sua população era de 910 habitantes.
Em 2006, foi estimada uma população de 925, um aumento de 15 (1.6%).

## Geografia
De acordo com o United States Census Bureau tem uma área de
2,7 km², dos quais 2,6 km² cobertos por terra e 0,1 km² cobertos por água. Henderson localiza-se a aproximadamente 225 m acima do nível do mar.

## Localidades na vizinhança
O diagrama seguinte representa as localidades num raio de 24 km ao redor de Henderson.